# قصر فارنيزي
قصر فارنيزي (بالإيطالية: Palazzo Farnese)‏ هو واحد من أهم قصور عصر النهضة العليا في روما. صممه أنطونيو دي سانجالو خصيصًا للكاردينال لألساندرو فارنيزي. تم تشييده عام 1514. بعد تحطم جزء من الكولوسيوم إثر هزة أرضية عنيفة في القرون الوسطى، استخدم أمراء عصر النهضة جزءًا من حجارة مدرج الكولوسيوم في تشييد قصورهم العامرة مثل قصر فارنيزي الذي استولى عليه نابليون ليصبح مقرًا للسفارة الفرنسية في إيطاليا. كان مملوكًا للدولة الإيطالية حتى عام 1936.